# Herní židle

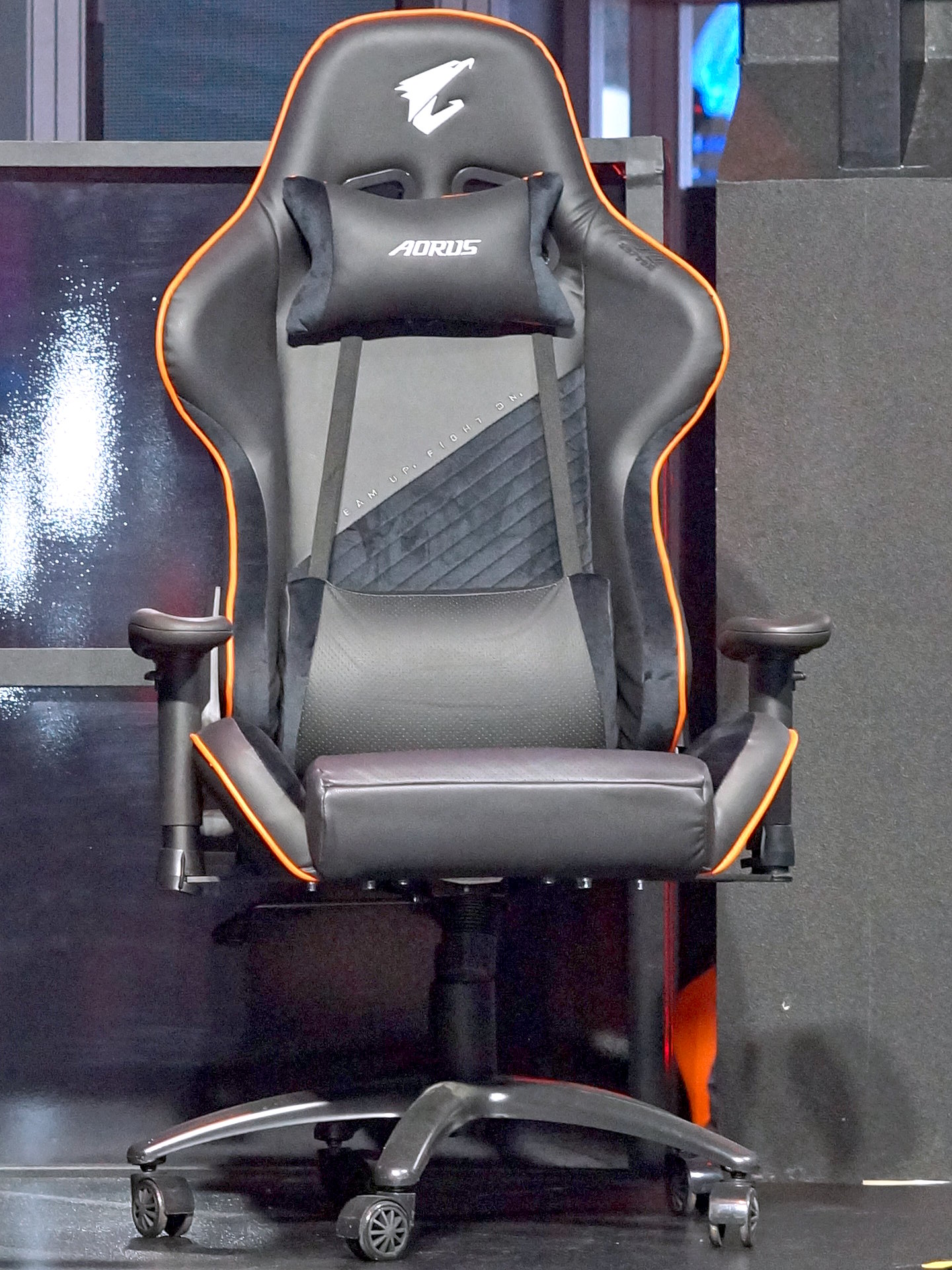
Herní židle

Herní židle je typ židle, který je určený pro hráče videoher. Od běžných ergonomických židlí se liší zejména přítomností vysokého opěradla navrženého speciálně pro podporu horní části zad a ramen. Podobně jako ergonomické židle jsou i herní židle zpravidla uživatelky přizpůsobitelné; nastavovat lze typicky například opěrka hlavy, bederní opěrka nebo loketní opěrky.  
Jednou z předních společnost vyrábějících herní židle je společnost DX Racer, která první herní židle začala vyrábět kolem roku 2006. Významný nárůst popularity zažil trh s herními židlemi přibližně od roku 2011 v souvislosti s rozmachem live-streamingu, nárůstem popularity sociálních sítí umožňujících vysílat živé přenosy jako Twitch, YouTube nebo Kick a rozmachem esportu. Mezi některými komunitami na platformě Twitch se vlastnictví herní židle stalo pro streamery v zásadě normou. 

## Druhy
Existují tři základní typy herních židlí: 
- Pro počítač – nejčastější typ herních židlí, který připomíná kancelářské židle, která typicky poskytuje nastavitelné hlavové a bederní opěrky
- Pro hraní na konzoli – mohou připomínat polohovatelné židle používané pro sezení na gauči například při sledování televize
- Hybridní židle – kombinace dvou výše uvedených variant

## Kritika
Někdy jsou herní židle předmětem kritiky, kdy pro svůj marketing a svou unikátní vizuální podobu mohou dosahovat vysokých prodejů navzdory nedostatečnému či přímo nekvalitnímu zpracování v porovnání s ergonomickými židlemi.